# Amenthes Rupes
Amenthes Rupes és una formació geològica de tipus rupes a la superfície de Mart, localitzada amb el sistema de coordenades planetocèntriques a 3.58 latitud N i 112.98 ° longitud E, que fa 335.25 km de diàmetre. El nom va ser aprovat per la UAI l'any 1982 i fa referència a una característica d'albedo.